# Demoware
Demoware minder om kommercielt software og om shareware. Demoware er begrænset frit. Nogle af de mest brugte begrænsninger er:
- Programmet er fuldt funktionelt, men virker kun i en bestemt tidsperiode.
- Må kun blive startet et bestemt antal gange.
- Tillader ikke at filer og projekter gemmes.
- Programmet kan kun bruges i en bestemt periode ad gangen, hvorefter programmet lukkes. Der er oftest tale om 5 til 60 minutter.
- Programmest vigtigste funktioner kan kun anvendes et begrænset antal gange.

Normalt gemmer demoware en kode et eller andet sted i computersystemet (i Microsoft Windows, er det ofte i registreringsdatabasen), som forhindrer fjernelse og re-installation af demowaren i et forsøg på at nulstille prøveperioden. Når prøveperioden én gang er udløbet, skal brugeren købe en registreringskode for at fortsætte med at bruge demowaren.
| Software | Spire Denne artikel om software og programmering er en spire som bør udbygges. Du er velkommen til at hjælpe Wikipedia ved at udvide den. |